# دميانه الطرسوسي
دَمْيَانَه الطَّرْسُوسِي أو غُلَامُ يَزْمَان، يوناني بيزنطي اعتنق الإسلام، كان حاكم طرسوس في 896 – 897 م، يعتبر واحد من القادة الرئيسيين للغارات البحرية الإسلامية ضد الإمبراطورية البيزنطية في أوائل القرن العاشر الميلادي.

## حياته
كان دميانه خادمًا لحاكم طرسوس يازمان الخادم (توفي عام 891)، الذي اعترف بلقب الطولونيين في مصر تحت حكم خمارويه ابن طولون. في أكتوبر 896م، تم تعيين دميانه كحاكم لطرسوس من قبل الحاكم آنذاك أحمد بن طوغان. كان يوسف البغمردي نائبه وقائد القوات العسكرية في المنطقة. غير أن دميانه والبغمردي طردوا من طرسوس في مارس / أبريل 897 م بسبب ثورة الفصيل الموالي للعباسيين في المدينة تحت قيادة راغيب، وهو مولى سابق للموفق بالله.
في عام 900 م، أفاد الطبري أن دميانه حث الخليفة المعتضد على حرق أسطول طرسوس الذي يتكون من أكثر من 50 سفينة كبيرة، انتقامًا للإطاحة به قبل ثلاث سنوات، وهي حقيقة أدت إلى إضعاف القوة البحرية الإسلامية بشكل كبير. ومع ذلك، أصبح دميانه أمير البحر الأكثر تميّزًا. في عام 896 م أو أكثر احتمالًا في عام 901 م، أقال ونهب ميناء ديمترياس في اليونان. ثم شارك دميانه مع قائد من أصل يوناني آخر اسمه رشيق الوردامي في حملة محمد بن سليمان الكتيب في شتاء 904 – 905 م التي انتزعت مصر من الطولونيين وأعادتها إلى السيطرة العباسية، حيث قاد دميانه أسطولا في نهر النيل، وداهم سواحله، ومنع الإمدادات لقوات الطولونيين. في سنة 911م، هاجم قبرص، التي كانت منذ القرن السابع الميلادي منطقة سكنية عربية بيزنطية محايدة، وأغار عليها لمدة أربعة أشهر لأن سكانها ساعدوا أسطول بيزنطي تحت قيادة الأميرال همريوس في مهاجمة سواحل الخلافة في العام السابق. وأخيرًا، في أكتوبر 912 م، جنبًا إلى جنب مع رشيق الوردامي، سجل انتصارًا حاسمًا على همريوس قبالة جزيرة خيوس. في صيف العام نفسه، ذكر أنه صاحب حاكم الثغور السيليسي، رستم بن بردو، في هجوم على مدينة ليكاندوس البيزنطية وحاكمها الأرمني ميلياس. كان ميلياس محاصرًا في حصنه، ولكن العرب لم ينجحوا في الاستيلاء على المدينة.
توفي دميانه في 924 م بينما كان يقود هجوم ضد القلعة البيزنطية ستروبيلوس. حيث كانت وفاته بعد الموت المحتمل رشيق الوردامي في العام الذي سبقه، أدت إلى نهاية فترة التفوق البحري الإسلامي والغارات المستمرة ضد السواحل البيزنطية.